# Rothstein (Uebigau-Wahrenbrück)
Rothstein ist ein Ortsteil der Stadt Uebigau-Wahrenbrück im brandenburgischen Landkreis Elbe-Elster und liegt etwa sechs Kilometer nordöstlich der Stadt Bad Liebenwerda im Naturpark Niederlausitzer Heidelandschaft zwischen der im Osten aufgetürmten Erdmoräne aus der Saale II Eiszeit und dem am Südwestende des Ortes gelegenen Rothsteiner Felsen, welcher etwa 560 Millionen Jahre alt ist und damit eine der ältesten Gesteinsformationen Europas ist. Der aus Kieselsinterhornsteinwacke bestehende Felsen ist der einzige Naturfelsen im Raum Berlin-Brandenburg.
Rothstein gehörte bis zur Eingemeindung am 27. September 1998 zum Landkreis Bad Liebenwerda und besitzt derzeit 167 Einwohner.

## Geschichte

Rotstein auf einer geschichtlichen Karte des Kreises Liebenwerda (1910).

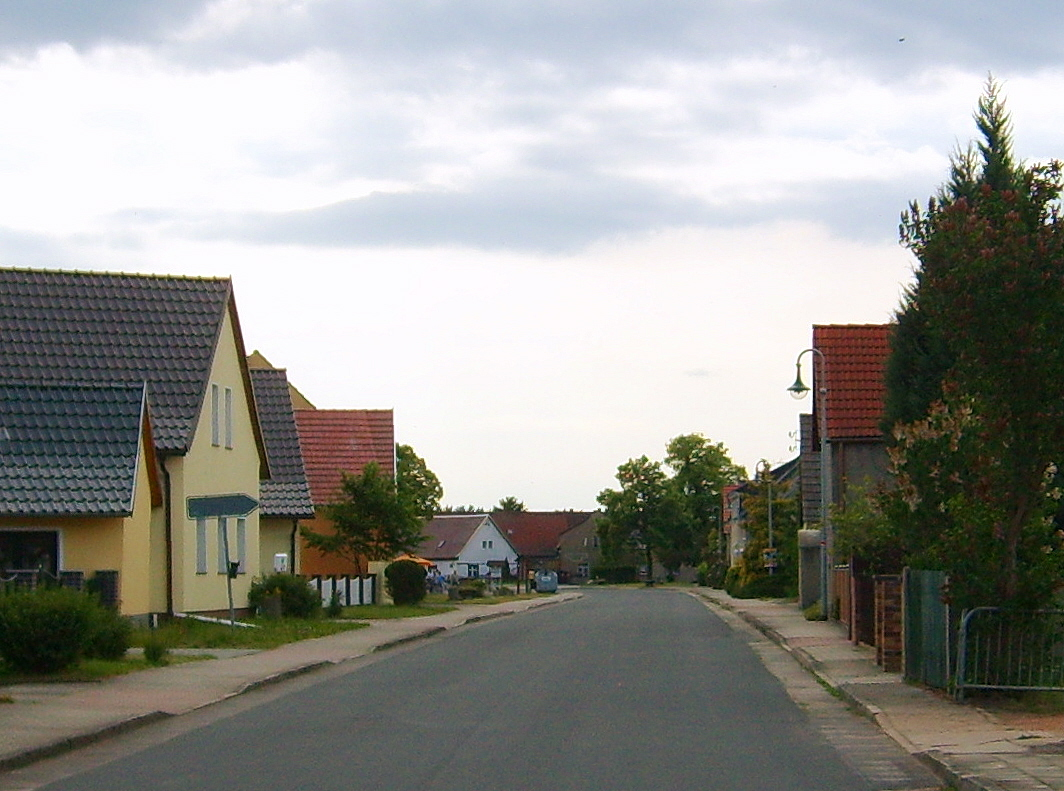
Rothstein

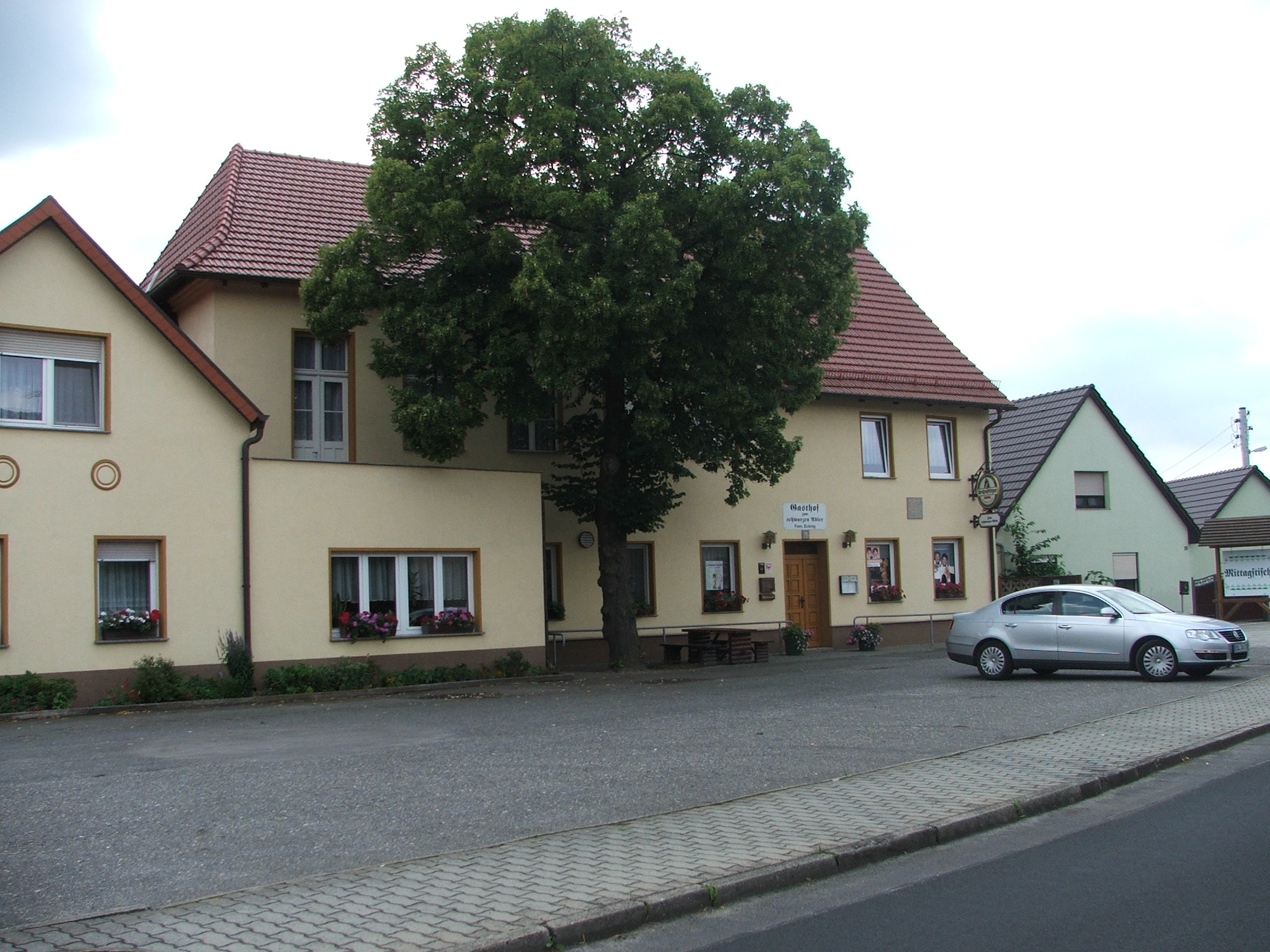
Gasthof

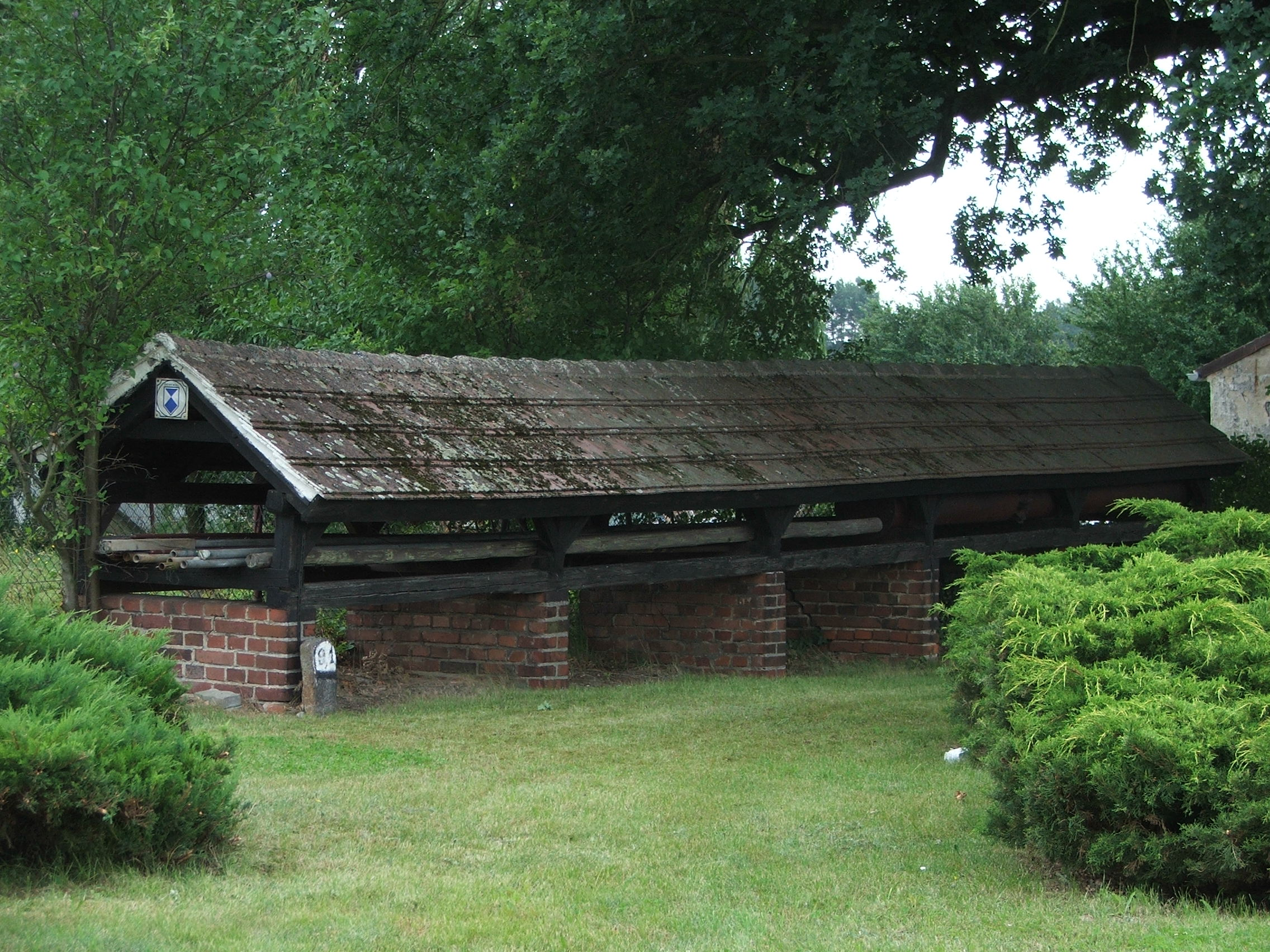
Historisches Leiternhaus

### Deutung des Ortsnamens
Der Ort hat seinen Namen von dem sich in der Nähe des Dorfes befindlichen Rothsteiner Felsen, welcher dort als höchste Erhebung eines unterirdischen Vulkan-Gebirges mit seinen rötlichen Eisenoxidfarben zu Tage tritt.

### Ortsgeschichte
1309 wurde das Dorf erstmals urkundlich erwähnt und nach mehrmaligem Besitzerwechsel 1587 an das Amt Liebenwerda verkauft. Im Dreißigjährigen Krieg wurde das Dorf, wie viele Ortschaften der Umgebung durch Plünderung vollkommen verwüstet. Nach mündlichen Überlieferungen überlebte nur ein Knecht und eine Magd.
1835 zählte das Dorf 28 Wohnhäuser mit 137 Einwohnern. An Vieh wurden 27 Pferde, 149 Stück Rindvieh, 355 Schafe und 52 Schweine gezählt.
1836 wurde in Rothstein ein eigenes Schulhaus erbaut und ab 1870 brachten einfache von Hand betriebene Schachtanlagen zur Braunkohlengewinnung einen Entwicklungsschub für den Ort. Neben dem Bergbau und der Landwirtschaft entwickelte sich als weitere Erwerbsquelle der Steinbruch am Felsen, welche zwischen den beiden Weltkriegen aufgegeben wurde.
In der ersten Hälfte des zwanzigsten Jahrhunderts gab es im Ort Stellmacher, Ofensetzer, eine  Schmiede, einen Fleischer, einen Schreiner sowie Schlosser. 1991 wurde der Ort an das Trinkwassernetz angeschlossen, das Abwassernetz wurde ebenfalls fertiggestellt.

### Bevölkerungsentwicklung
| Einwohnerentwicklung von Rothstein | Einwohnerentwicklung von Rothstein | Einwohnerentwicklung von Rothstein | Einwohnerentwicklung von Rothstein | Einwohnerentwicklung von Rothstein | Einwohnerentwicklung von Rothstein | Einwohnerentwicklung von Rothstein | Einwohnerentwicklung von Rothstein | Einwohnerentwicklung von Rothstein | Einwohnerentwicklung von Rothstein | Einwohnerentwicklung von Rothstein |
| Jahr                               | Einwohner                          |                                    | Jahr                               | Einwohner                          |                                    | Jahr                               | Einwohner                          |                                    | Jahr                               | Einwohner                          |
| ---------------------------------- | ---------------------------------- | ---------------------------------- | ---------------------------------- | ---------------------------------- | ---------------------------------- | ---------------------------------- | ---------------------------------- | ---------------------------------- | ---------------------------------- | ---------------------------------- |
| 1836                               | 137                                |                                    | 1939                               | 258                                |                                    | 1985                               | 230                                |                                    | 1994                               | 225                                |
| 1875                               | 250                                |                                    | 1946                               | 404                                |                                    | 1989                               | 233                                |                                    | 1995                               | 215                                |
| 1890                               | 250                                |                                    | 1950                               | 376                                |                                    | 1990                               | 234                                |                                    | 1996                               | 232                                |
| 1910                               | 260                                |                                    | 1964                               | 267                                |                                    | 1991                               | 223                                |                                    | 1997                               | 225                                |
| 1925                               | 269                                |                                    | 1971                               | 255                                |                                    | 1992                               | 221                                |                                    | 2016                               | 167                                |
| 1933                               | 251                                |                                    | 1981                               | 217                                |                                    | 1993                               | 222                                |                                    | 2019                               | 167                                |

## Kultur und Sehenswürdigkeiten

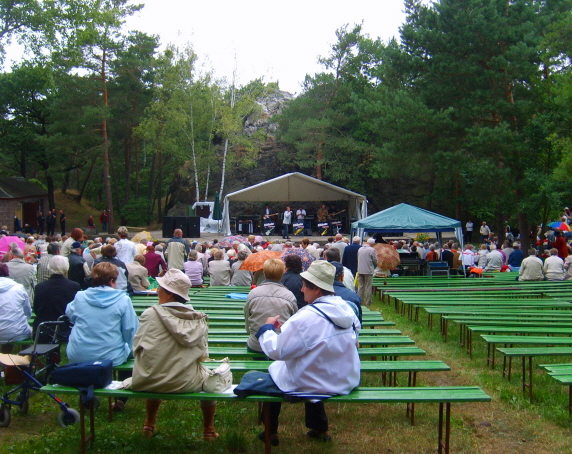
Freilichtbühne vor dem Rothsteiner Felsen

Jährlicher Höhepunkt ist das Rothsteiner Felsenfest, welches seit 1888 an jedem 2. Wochenende im Juli gefeiert wird. Die gute Organisation, die Vielfalt der Darbietungen sowie die reizvolle Umgebung am Felsen locken jährlich tausende Besucher von nah und fern an den Felsen und machten es in der zweiten Hälfte des 20. Jahrhunderts zu einem der größten Volksfeste der Umgebung. In den letzten Jahren sind die Besucherzahlen stark gesunken und das Fest hat seine überregionale Bedeutung eingebüßt.
Seit 1997 findet im August am Felsen das Indianer- und Westerntreffen statt, was sich immer größerer Beliebtheit erfreut.
Auf dem Rothsteiner Friedhof befindet sich ein Kriegerdenkmal in Form einer Stele zu Ehren der in den beiden Weltkriegen gefallenen Rothsteiner Einwohner.

## Persönlichkeiten
- Jürgen Bartholomäus, Vorsitzender des Fördervereins Brikettfabrik Louise e. V., Denkmalpflegepreisträger des Landes Brandenburg im Jahr 2000